# Santuario della Madonna del Tavoletto
Il santuario della Madonna del Tavoletto si trova nel territorio comunale di Sommariva Perno, nel Roero, in provincia di Cuneo, in un luogo ricco di storia. Il sito, in cui vi furono probabilmente insediamenti già in epoca romana, conobbe il suo momento di massimo splendore tra l'XI ed il XIII secolo quando qui sorgeva la villa di Tavoletto, un feudo costituito da un castello e da un piccolo borgo.

## Storia

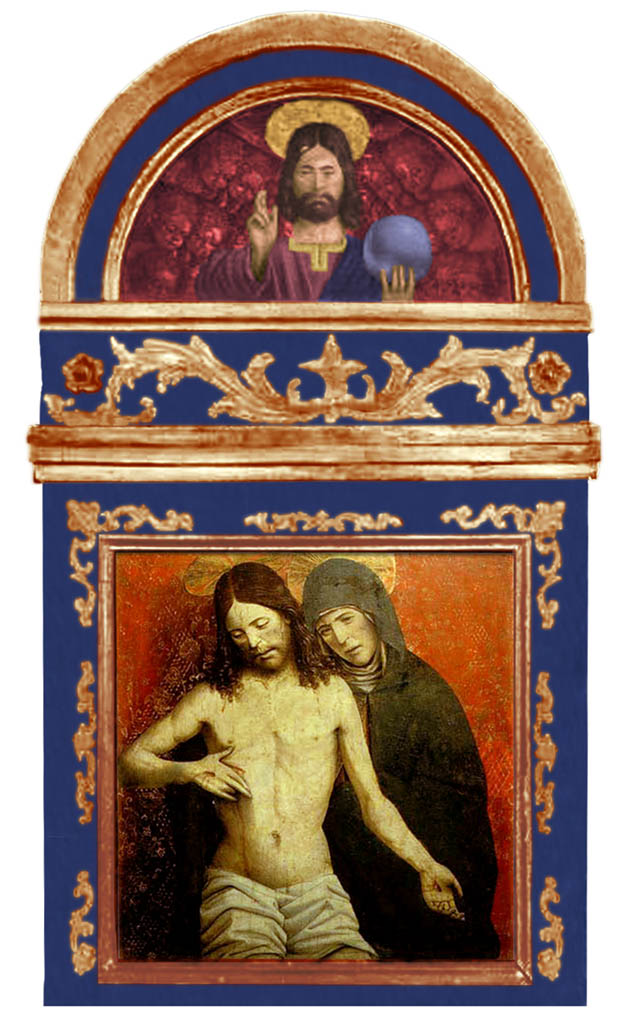
"La Pietà" di Gian Martino Spanzotti (dopo il 1475)

Dopo il declino e l'abbandono del feudo, avvenuto verso la fine del XIV secolo, a testimoniare il passato del Tavoletto rimarrà il santuario, che esisteva con certezza nel 1565 con l'attuale intitolazione, dedicato alla Madonna (Nostra Domina Tauleto). Il nucleo originario dell'edificio era costituito da una sola navata, con campanile esterno. Successivamente, tra Seicento ed Ottocento, il santuario fu oggetto di diversi interventi di ampliamento che portarono l'edificio alla forma attuale: la navata principale fu allungata, il campanile fu innalzato, venne costruita una navata laterale, furono realizzate le stanze della canonica e l'edificio esterno di servizio alla canonica.
Nella chiesa furono ospitate due delle più antiche pitture su tavola del Roero: La Pietà di Gian Martino Spanzotti ed un tondo raffigurante l'adorazione del Bambin Gesù, databile agli inizi del cinquecento.
A metà degli anni sessanta, con la morte dell'ultimo parroco, l'edificio fu abbandonato ed iniziò il lento declino.
Negli anni ottanta la sezione Albese di Italia Nostra si è occupata dell'edificio per alcuni anni, organizzando campi di lavoro e provvedendo alla manutenzione ordinaria.
Nel 2003 sono cominciati i lavori di ristrutturazione dell'edificio allo scopo di trasformarlo in un centro culturale.

## Fonti documentarie
| ANNO | DESCRIZIONE | DOCUMENTO                                                                      |
| ---- | --- | ------------------------------------------------------------------------------ |
| 1565 | Prima citazione, in un atto notarile, della chiesa di “Nostra Domina Tauleto” | - Archivio Romagnano, Cat. N, Mazzo 20                                         |
| 1601 | Nel consiglio comunale di Sommariva Perno si discute della chiesa di Tavoletto che rischia di crollare | - Archivio Comune di Sommariva Perno, Ordinati Mazzo 1, anni 1584-1602, p. 318 |
| 1602 | Si dà autorità ai sindaci “di pagare al mastro delle campane di Carmagnola tutto ciò che Paulo Pittatore heremita restarà dare per resta della campana che ha fatto fabricare per servizio della Madona del Tauletto”.                     | - Archivio Comune di Sommariva Perno, Ordinati Mazzo 1, anni 1584-1602, p. 347 |
| 1604 | Si dà autorità ai sindaci “di far finir la fabrica della Mad.a del Tauletto […]” | - Archivio Comune di Sommariva Perno, Ordinati Mazzo 2, anni 1603-1628, p. 3   |
| 1628 | Viene posta un'iscrizione su un lato della chiesa che riporta l'alto prezzo del grano durante una forte carestia | - iscrizione su pietra                                                         |
| 1650 | Marzo. Il Consiglio Comunale, visto il grave stato di degrado della chiesa del Tavoletto, decidono di “demolir tutta essa fabrica et redificarla per indietro”                                                                             | - Archivio Comune di Sommariva Perno, Ordinati Mazzo 3, anni 1649-1664, p. 30  |
| 1662 | Seconda visita pastorale del Mons. Roero. È cappellano della chiesa del Tavoletto Anonio Saverio Gallo. "adest et campanile de novo factum et proportionata altitudine constructum ex elemosinis priorum er industria custodis supradicti" | - Archivio Curia Asti, Visita Pastorale Vescovo Paolo Vincenzo Roero, F.66     |
| 1737 | Restauro del campanile della chiesa | - scritta sul campanile                                                        |
| 1740 | Si ordina di procurare polvere per i fuochi e suonatori in occasione del centenario della festa della Madonna del Tavoletto | - Archivio Comune di Sommariva Perno, Ordinati Mazzo 5, anni 1740-1746, p. 47  |
| 1746 | Proposta di taglio di castagni infruttiferi per farne carbone dalla cui vendita si ricaverebbero i soldi necessari per il restauro della Chiesa                                                                                            | - Archivio Comune di Sommariva Perno, Ordinati Mazzo 5, anni 1740-1746, p. 496 |
| 1748 | Il consiglio comunale nomina Carlo Andrea Arnaldi romito della chiesa di Tavoletto, affinché “tenga cura della medesima, e suoni la campana all'occasione de' cattivi tempi”                                                               | - Archivio Comune di Sommariva Perno, Ordinati Mazzo 6, p. 98                  |
| 1768 | Visita pastorale Caissotti, che sottolinea come la manutenzione della chiesa della “Beatissima Maria Vergine de Tavoleto” spetti alla comunità di Sommariva ed alla pietà degli abitanti                                                   | - Archivio Curia Asti, Visita Pastorale Vescovo Caissotti, F44                 |
| 1812 | Lavori di ampliamento della canonica e costruzione di un piccolo fabbricato con funzioni di servizio all'abitazione del prete | - iscrizione sul piccolo fabbricato                                            |
| 1861 | Maggio. Delibera concernente lo stipendio per le scuole elementari. Si parla di scuola del Tavoletto gestita da un cappellano. | - Archivio Comune di Sommariva Perno, Deliberazioni Mazzo 8                    |
| 1869 | Si ordina di rimuovere dalle pareti laterali del presbiterio “muliebres vestes et similia ornamenta” appese per grazia ricevuta e di riporli lontano dall'altare.                                                                          | -Archivio Curia Alba, Visita Pastorale Mons. Galletti, F. 37 pt. 6, 11         |
| 1904 | Ridecorazione degli interni della chiesa ed altre modifiche alla canonica | - iscrizione sul muro absidale                                                 |
| 1926 | Sistemazione della chiesa | -Cesare Morello in Gazzetta d'Alba, Anno 53, N.47                              |